# 2008–2009-es skót labdarúgó-bajnokság (másodosztály)
A 2008–2009-es Scottish First Division, vagyis a másodosztályú skót labdarúgó-bajnokság a másodosztály 14. kiírása a jelenlegi, 10 csapatos lebonyolítási rendszer bevezetése óta.
A szezon 2008. augusztus 2-án kezdődött. Az idény során minden csapat mindenki ellen négyszer lép pályára: az első szakaszban egyszer otthon és egyszer idegenben, a másodikban hasonlóképpen.
A 2007–2008-as szezont követően a Hamilton jutott fel a Scottish Premier Leaguebe, míg a harmadosztály bajnoka, a Ross County és a másodosztályú tagságért zajlott rájátszás döntőjének vesztese, az Airdrie United ide, a Scottish First Divisionbe (erre azért került sor, mert az első osztályú Gretnát kizárták a harmadosztályba).
A bajnokságot végül a St. Johnstone nyerte, így feljutott az első osztályba. Az utolsóként záró Clyde kiesett a harmadosztályba. Az utolsó előtti helyet megszerző Airdrie United rájátszásban vett részt a másodosztály második, harmadik és negyedik helyezettjei ellen. Mivel ennek a döntőjét elvesztette, szintén búcsúzott. Feljutott a harmadosztályból a bajnok Raith Rovers és a második Ayr United - utóbbi a rájátszás megnyerésével szerzett indulási jogot.

## Kiesés és feljutás 2007–2008-ban
Feljutott az első osztályba:
- Hamilton

Feljutott a másodosztályba:
- Ross County, Airdrie United

Kiesett az harmadosztályba:
- Stirling Albion

## Kiesés és feljutás 2008–2009-ben
Feljutott a másodosztályból (az elsőbe):
- St. Johnstone

Kiesett a másodosztályba (az elsőből):
- Inverness

Feljutott a másodosztályba (a harmadosztályból):
- Raith Rovers, Ayr United

Kiesett az másodosztályból (a harmadosztályba):
- Airdrie United, Clyde

## Tabella
| #   | Csapat             | M  | GY | D  | V  | G+ – G– | GK  | P  | Megjegyzések                |
| --- | ------------------ | -- | -- | -- | -- | ------- | --- | -- | --------------------------- |
| 1.  | St. Johnstone      | 36 | 17 | 14 | 5  | 55–35   | +20 | 65 | Scottish Premier League     |
| 2.  | Partick Thistle    | 36 | 16 | 7  | 13 | 39–35   | +4  | 55 |                             |
| 3.  | Dunfermline        | 36 | 14 | 9  | 13 | 51–43   | +8  | 51 |                             |
| 4.  | Dundee             | 36 | 13 | 11 | 12 | 33–32   | +1  | 50 |                             |
| 5.  | Queen of the South | 36 | 12 | 11 | 13 | 57–50   | +7  | 47 |                             |
| 6.  | Greenock Morton    | 36 | 12 | 11 | 13 | 40–40   | 0   | 47 |                             |
| 7.  | Livingston         | 36 | 13 | 8  | 15 | 56–58   | −2  | 47 |                             |
| 8.  | Ross County        | 36 | 13 | 8  | 15 | 42–46   | −4  | 47 |                             |
| 9.  | Airdrie United     | 36 | 10 | 12 | 14 | 29–43   | −14 | 42 | Rájátszás a másodosztályért |
| 10. | Clyde              | 36 | 10 | 9  | 17 | 41–58   | −17 | 39 | Scottish Second Division    |

Forrás: Soccerway 
A rangsorolás alapszabályai: 1. összpontszám, 2. egymás elleni eredmények összpontszáma, 3. gólkülönbség, 4. szerzett gólok száma.
(B): Bajnokcsapat, (K): Kieső csapat, (F): Feljutó csapat, (I): Kupainduló, (R): A rájátszás győztese, (KGY): Kupagyőztes

A 2009. május 11-i meccsekkel bezárólag frissítve.

## Rájátszás a másodosztályért

### Elődöntők
A másodosztály 9. helyezettje a harmadosztály negyedikjével, a harmadosztály másodikja a harmadikjával játszott oda-visszavágós párharcot. A továbbjutók csaptak össze a döntőben. A táblázatban vastaggal a továbbjutók.
| Csapat #1      | Összesítés | Csapat #2  | 1. meccs | 2. meccs |
| -------------- | ---------- | ---------- | -------- | -------- |
| Airdrie United | 4–1        | Peterhead  | 2–0      | 2–1      |
| Brechin City   | 2–5        | Ayr United | 0–2      | 2–3      |

1. meccsek
| 2009. május 13. 19:45 | Brechin City         | 0 – 2                 | Ayr United | Glebe Park, Brechin Nézőszám: 902 Játékvezető: B. Winter |
| 2009. május 13. 19:45 | Aitken 8' 36' (tiz.) | (0 – 2) (Jegyzőkönyv) |            | Glebe Park, Brechin Nézőszám: 902 Játékvezető: B. Winter |

| 2009. május 14. 19:45 | Peterhead | 0 – 2                 | Airdrie United          | Balmoor, Peterhead Nézőszám: 1 364 Játékvezető: C. MacKay |
| 2009. május 14. 19:45 |           | (0 – 1) (Jegyzőkönyv) | Baird 9' McLaughlin 47' | Balmoor, Peterhead Nézőszám: 1 364 Játékvezető: C. MacKay |

2. meccsek
| 2009. május 16. 15:00 | Ayr United                         | 3 – 2                 | Brechin City              | Somerset Park, Ayr Nézőszám: 1 974 Játékvezető: C. Allan |
| 2009. május 16. 15:00 | Prunty 15' Connolly 70' Aitken 72' | (1 – 1) (Jegyzőkönyv) | McAllister 38' 53' (tiz.) | Somerset Park, Ayr Nézőszám: 1 974 Játékvezető: C. Allan |

| 2009. május 17. 15:00 | Airdrie United      | 2 – 1                 | Peterhead | New Broomfield, Airdrie Nézőszám: 1 008 Játékvezető: S. Finnie |
| 2009. május 17. 15:00 | Smyth 61' Baird 85' | (0 – 1) (Jegyzőkönyv) | McKay 45' | New Broomfield, Airdrie Nézőszám: 1 008 Játékvezető: S. Finnie |

### Döntő
A két elődöntő győztese oda-visszavágós párharcot vívott a döntőben, melynek győztese jövőre a másodosztályban indulhat.
| Csapat #1      | Összesítés | Csapat #2  | 1. meccs | 2. meccs |
| -------------- | ---------- | ---------- | -------- | -------- |
| Airdrie United | 2–3        | Ayr United | 2–2      | 0–1      |

1. meccs
| 2009. május 20. 19:45 | Ayr United      | 2 – 2                 | Airdrie United           | Somerset Park, Ayr Nézőszám: 3 378 Játékvezető: E. Smith |
| 2009. május 20. 19:45 | Roberts 48' 67' | (0 – 2) (Jegyzőkönyv) | di Giacomo 30' Baird 43' | Somerset Park, Ayr Nézőszám: 3 378 Játékvezető: E. Smith |

2. meccs
| 2009. május 24. 15:15 | Airdrie United | 0 – 1                 | Ayr United    | New Broomfield, Airdrie Nézőszám: 3 303 Játékvezető: I. Brines |
| 2009. május 24. 15:15 |                | (0 – 1) (Jegyzőkönyv) | Stevenson 29' | New Broomfield, Airdrie Nézőszám: 3 303 Játékvezető: I. Brines |

## Kereszttáblázatok
A bajnokság első és második felében is minden csapat minden csapat ellen kétszer lépett pályára, egyszer otthon, egyszer idegenben.

### A szezon első fele
|      | AIRU | CLYD | DUND | DUNF | GMOR | LIVI | PART | QOTS | ROSS | STJO |
| ---- | ---- | ---- | ---- | ---- | ---- | ---- | ---- | ---- | ---- | ---- |
| AIRU | X    | 0-2  | 0-0  | 1-3  | 5-0  | 0-0  | 0-1  | 2-0  | 0-2  | 1-1  |
| CLYD | 1-0  | X    | 1-0  | 0-2  | 1-1  | 2-1  | 1-1  | 0-2  | 2-2  | 2-2  |
| DUND | 1-1  | 1-0  | X    | 0-0  | 1-0  | 0-3  | 0-0  | 2-0  | 1-2  | 1-1  |
| DUNF | 0-0  | 4-4  | 0-1  | X    | 0-1  | 1-2  | 1-0  | 2-1  | 3-1  | 1-2  |
| GMOR | 2-0  | 1-0  | 2-0  | 1-1  | X    | 1-2  | 2-1  | 0-0  | 2-1  | 2-2  |
| LIVI | 1-2  | 2-1  | 1–2  | 2-3  | 1-0  | X    | 3-1  | 2-0  | 2-0  | 0-1  |
| PART | 2-1  | 2-0  | 0-0  | 1-0  | 2-1  | 2-1  | X    | 2-0  | 0-1  | 4-0  |
| QOTS | 0-0  | 0-2  | 3-1  | 1-2  | 1-4  | 6-1  | 2-0  | X    | 1-0  | 2-2  |
| ROSS | 2-0  | 3-0  | 1-2  | 2-1  | 3-0  | 1-4  | 1-0  | 0-2  | X    | 1-2  |
| STJO | 3-1  | 2-3  | 2-0  | 0-3  | 1-0  | 2-0  | 3-0  | 0-0  | 2-1  | X    |

Magyarázat: A hazai csapat a bal oszlopban, a vendég csapat a felső sorban van.

### A szezon második fele
|      | AIRU | CLYD | DUND | DUNF | GMOR | LIVI | PART | QOTS | ROSS | STJO |
| ---- | ---- | ---- | ---- | ---- | ---- | ---- | ---- | ---- | ---- | ---- |
| AIRU | X    | 1-0  | 1-0  | 1-1  | 1-0  | 4-4  | 0-1  | 2-0  | 1-0  | 0-4  |
| CLYD | 3-0  | X    | 2-0  | 1-0  | 2-4  | 0-1  | 2-4  | 1-1  | 2-0  | 1-3  |
| DUND | 0-1  | 2-1  | X    | 1-0  | 0-0  | 4-1  | 4-0  | 2-3  | 2-0  | 0-1  |
| DUNF | 1-1  | 1-1  | 1-1  | X    | 2-1  | 1-0  | 0-1  | 0-2  | 1-2  | 1-3  |
| GMOR | 0-0  | 2-0  | 2-0  | 2-1  | X    | 2-2  | 0-1  | 2-2  | 0-2  | 0-0  |
| LIVI | 1-1  | 1-1  | 0-1  | 4-2  | 0-2  | X    | 2-4  | 2-2  | 4-2  | 1-0  |
| PART | 0-1  | 0-1  | 1-1  | 2-3  | 1-0  | 1-0  | X    | 0-2  | 0-2  | 0-0  |
| QOTS | 4-0  | 7-1  | 0-1  | 0-3  | 1-1  | 3-3  | 2-2  | X    | 1-2  | 3-3  |
| ROSS | 0-0  | 0-0  | 1-1  | 1-3  | 1-1  | 2-2  | 0-2  | 1-0  | X    | 2-2  |
| STJO | 3-0  | 1-0  | 0-0  | 0-0  | 3-1  | 1-0  | 1-1  | 2-3  | 0-0  | X    |

Magyarázat: A hazai csapat a bal oszlopban, a vendég csapat a felső sorban van.

## Góllövőlista élmezőnye
| Gólszerző              | Gólok száma | Csapat             |
| ---------------------- | ----------- | ------------------ |
| Stephen Dobbie         | 23          | Livingston         |
| Leigh Griffiths        | 17          | Livingston         |
| Andy Kirk              | 15          | Dunfermline        |
| Mickaël Antoine-Curier | 14          | Dundee             |
| Steven Milne           | 14          | St. Johnstone      |
| Pat Clarke             | 11          | Clyde              |
| Calum Elliot           | 11          | Queen of the South |
| Steven Craig           | 10          | Ross County        |
| Simon Lynch            | 10          | Airdrie United     |
| Sean Higgins           | 10          | Ross County        |
| Nick Phinn             | 9           | Dunfermline        |
| Peter Weatherson       | 9           | Greenock Morton    |
| Brian Wake             | 9           | Greenock Morton    |

Utolsó frissítés: 2009. május 26. 

Forrás: Soccerway

## Stadionok
| Csapat               | Stadion           | Befogadóképesség |
| -------------------- | ----------------- | ---------------- |
| Airdrie United       | New Broomfield    | 10 171           |
| Clyde                | Broadwood Stadium | 08 006           |
| Dundee               | Dens Park         | 11 856           |
| Dunfermline Athletic | East End Park     | 11 998           |
| Greenock Morton      | Cappielow Park    | 14 749           |
| Livingston           | City Stadium      | 10 016           |
| Partick Thistle      | Firhill Stadium   | 10 887           |
| Queen of the South   | Palmerston Park   | 06 412           |
| Ross County          | Victoria Park     | 06 310           |
| St. Johnstone        | McDiarmid Park    | 10 673           |

## A szezon legjobbjai
| Hónap            | A másodosztály legjobb menedzsere | Az alsóbb osztályok legjobb játékosa | Az alsóbb osztályok legjobb fiatal játékosa |
| ---------------- | --------------------------------- | ------------------------------------ | ------------------------------------------- |
| 2008. augusztus  | Roberto Landi (Livingston)        | Stephen Robertson (Airdrie United)   | Leigh Griffiths (Livingston)                |
| 2008. szeptember | Jim McIntyre (Dunfermline         | harmadosztályú játékos               | Callum Elliot (Livingston)                  |
| 2008. október    | Derek McInnes (St. Johnstone)     | Steven Milne (St. Johnstone)         | Dominic Shimmin (Greenock Morton)           |
| 2008. november   | Jocky Scott (Dundee)              | Bryan Prunty (Ayr United)            | Kyle Benedictus (Dundee)                    |
| 2008. december   | John Brown (Clyde)                | Alan Main (St. Johnstone)            | negyedosztályú játékos                      |
| 2009. január     | Ian McCall (Partick Thistle)      | Willie McLaren (Clyde)               | negyedosztályú játékos                      |
| 2009. február    | Jocky Scott (Dundee))             | Gary Harkins (Partick Thistle)       | negyedosztályú játékos                      |
| 2009. március    | Paul Hegarty (Livingston)         | Kevin Rutkiewicz (St. Johnstone)     | Leigh Griffiths (Livingston)                |